# Croton fantzianus
Espèce
Croton fantzianus est une espèce de plantes à fleurs du genre Croton et de la famille des Euphorbiaceae, présente de l'ouest du Mexique jusqu'au Costa Rica.